# Fulton County, Ohio
Fulton County är ett administrativt område i delstaten Ohio, USA, med 42 698 invånare. Den administrativa huvudorten (county seat) är Wauseon.

## Geografi
Enligt United States Census Bureau har countyt en total area på 1 055 km². 1 054 km² av den arean är land och 1 km² är vatten.

### Angränsande countyn
- Lenawee County, Michigan - nord
- Lucas County - öst
- Henry County - syd
- Williams County - väst
- Hillsdale County, Michigan - nordväst

### Orter
- Archbold
- Delta
- Fayette
- Lyons
- Metamora
- Swanton (delvis i Lucas County)
- Wauseon (huvudort)